# Gottfried Jungmichel

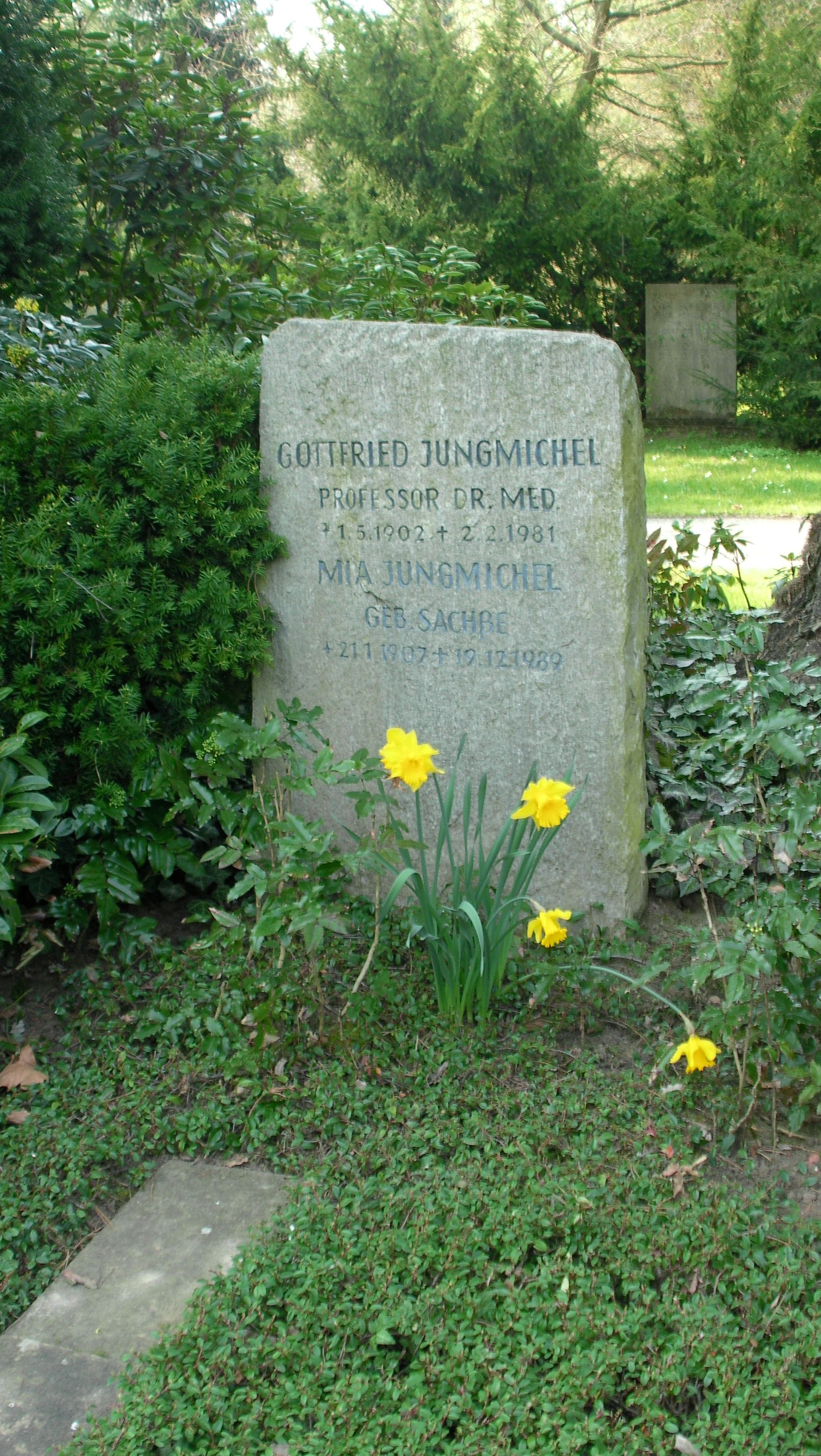
Grab von Gottfried Jungmichel auf dem Stadtfriedhof Göttingen

Gottfried Georg Gustav Jungmichel (* 1. Mai 1902 in Spantekow; † 2. Februar 1981 in Göttingen) war ein deutscher Rechtsmediziner, Hochschullehrer, Politiker (FDP) und Oberbürgermeister von Göttingen.

## Leben und Beruf
Jungmichel bestand das Abitur und absolvierte ab 1920 ein Studium der Medizin an der Universität Greifswald, das er 1925 mit Staatsexamen abschloss. Nach seiner Promotion zum Dr. med. 1927 (Dissertation: Die Perthes’sche Krankheit im Röntgenbild) war er zunächst als Assistent an der Heilanstalt Stralsund und am Pathologischen Institut Braunschweig sowie von 1929 bis 1934 als Gerichtsmediziner an der Universität Greifswald tätig, wo er sich unter anderem mit dem Abbau von Alkohol befasste. 1934 habilitierte er sich mit der Arbeit Alkoholbestimmung im Blut – Methodik und forensische Bedeutung am Greifswalder Institut für Gerichtliche und Soziale Medizin und wurde Privatdozent. Danach war er 1. Assistent am Institut für gerichtliche Medizin der Universität München und wurde später kommissarisch Nachfolger des aus politischen Gründen von seinem Hochschulamt entfernten Walter Schwarzacher an der Universität Heidelberg. Von dort wechselte er wieder nach Greifswald, wo er ebenfalls wieder kommissarisch tätig war. Von Oktober 1938 bis 1945 war er Professor für Rechtsmedizin an der Universität Göttingen. In dieser Zeit leitete er das dortige Institut für Rechtsmedizin innerhalb der Medizinischen Fakultät. Er beschäftigte sich mit den Spezialgebieten „Blutgruppen“ und „Rassenhygiene“. Während des Zweiten Weltkrieges war er in mehreren Fällen Gutachter zu der Frage gewesen, ob bei Unfällen von Wehrpflichtigen „Selbstverstümmelung“ vorlag.
Nach dem Kriegsende befand sich Jungmichel in amerikanischer Kriegsgefangenschaft, aus der er im Juni 1945 entlassen wurde. Wegen seiner NSDAP-Mitgliedschaft wurde Jungmichel im November 1945 durch die britische Militäradministration vom Hochschuldienst suspendiert. Als sogenannter 131er wurde er im September 1948 in den Stand eines Professors zur Wiederverwendung versetzt und lehrte ab März 1952 an der Universität Göttingen Versicherungsmedizin. Im September 1958 wurde er an der Universität Göttingen zum Ordinarius für Versicherungsmedizin ernannt und dort Anfang September 1970 emeritiert. Als solcher setzte er sich 1966 für die Beibehaltung des Mutterpasses ein. Jungmichel wurde 1954 Präsident der Deutschen Gesellschaft für Unfallheilkunde.

## Familie
1929 heiratete Jungmichel Maria (Mia) Sachße. Sie war die Tochter des Konteradmirals Fritz Sachße. Aus der Ehe gingen 5 Kinder hervor.

## Politik
Jungmichel war Mitglied der SA-Brigade 10 (Pommern-West), von der ihm im März 1933 bescheinigt wurde: „Als Mann, der schon zu Zeiten des Kampfes vor der Machtübernahme offen für die Bewegung eingetreten ist, ist er in der Erledigung der vielfachen Pflichten der SA auch in der Zeit seit der Machtübernahme eine wertvolle Kraft gewesen. Seine weltanschauliche Festigung kann als über jeden Zweifel erhaben angesehen werden.“   Am 8. Juni 1937 beantragte er die Aufnahme in die NSDAP und wurde rückwirkend zum 1. Mai desselben Jahres aufgenommen (Mitgliedsnummer 4.586.782). Er trat zudem dem Nationalsozialistischen Deutschen Ärztebund, dem NS-Dozentenbund, der NSV, dem NS-Altherrenbund, dem Reichsbund der Kinderreichen und dem Volksbund für das Deutschtum im Ausland bei. 1948 wurde er in einem Entnazifizierungsverfahren als „entlastet“ eingestuft.
Jungmichel trat nach 1945 in die FDP ein. Er war von 1956 bis 1976 Ratsmitglied in Göttingen und amtierte vom 27. November 1956 bis zum 6. Oktober 1966 als Oberbürgermeister der Stadt. 1959 wurde er in den Niedersächsischen Landtag gewählt, dem er bis 1967 angehörte. Nach der Bildung einer Koalition aus SPD und FDP wurde er 1963 von den Liberalen zunächst als niedersächsischer Kultusminister vorgesehen. Aufgrund seiner NS-Vergangenheit konnte er diesen Posten jedoch nicht antreten, den daraufhin der Diplomat Hans Mühlenfeld übernahm.

## Ehrungen
Jungmichel wurde 1972 mit dem Großen Verdienstkreuz ausgezeichnet, zudem wurde ihm am 30. April 1977 die Ehrenbürgerschaft der Stadt Göttingen verliehen. 2001 behandelte der Göttinger Stadtrat einen Antrag der Grünen, ihm die Ehrenbürgerschaft posthum abzuerkennen, dem jedoch nicht stattgegeben wurde.